# Madridské společenství
Madridské společenství (španělsky Comunidad de Madrid) je provincie a současně jedno ze 17 autonomních společenství Španělska. Rozkládá se zhruba v geografickém středu Španělska a historicky tvoří severní pohraniční část Nové Kastilie. Hlavním městem regionu je velkoměsto Madrid, které je současně hlavním městem Španělského království. V něm žije více než polovina obyvatel regionu.

## Historie
Region tvořil součást historické provincie království Nová Kastilie. Při správní reformě vznikla dne 30. listopadu 1833 současná provincie Madrid, která i nadále patřila k Nové Kastilii. Po pádu režimu generála Francisca Franca pak 1. března 1983 vzniklo moderní autonomní společenství Madrid. Od zbytku Nové Kastilie bylo odděleno především z důvodů velkých ekonomických a demografických rozdílů.

## Symboly

### Vlajka
Vlajka Madridského společenství je tvořena červeným listem o poměru stran 2:3 se sedmi bílými, pěticípými hvezdami ve dvou řadách (4 + 3).

### Hymna
Hymna Madridského společenství je píseň Himno de la Comunidad de Madrid. Hudbu složil Pablo Sorozábal Serrano, text napsal Agustín García Calvo.

## Geografie
Region má přibližně tvar trojúhelníku a hraničí na severozápadě s autonomním společenstvím Kastilie a León, na jihu a východě s autonomním společenstvím Kastilie – La Mancha. Region zahrnuje 179 obcí a měst.
Část regionu na hranici s autonomním společenstvím Kastilie a León je velice hornatá. Hranici s tímto regionem vymezuje Kastilské pohoří (Cordillera Central), ve kterém pramení zdejší řeky a nachází se zde několik přehradních nádrží. Nejdůležitějšími řekami jsou Guadarrama, Jarama, Henares, Tajo a Manzanares.

## Města
Dvacet nejlidnatějších měst a jejich počet obyvatel:
1. Madrid – 3 416 771[1]
2. Móstoles – 214 006[1]
3. Alcalá de Henares – 200 702[1]
4. Leganés – 194 084[1]
5. Fuenlabrada – 190 790[1]
6. Getafe – 189 906[1]
7. Alcorcón – 173 625[1]
8. Torrejón de Ardoz – 140 626[1]
9. Parla – 134 833[1]
10. Alcobendas – 121 373[1]
11. Rivas–Vaciamadrid – 101 949[1]
12. Las Rozas de Madrid – 98 590[1]
13. San Sebastián de los Reyes – 94 969[1]
14. Pozuelo de Alarcón – 89 378[1]
15. Valdemoro – 83 507[1]
16. Coslada – 80 760[1]
17. Majadahonda – 73 355[1]
18. Collado Villalba – 66 698[1]
19. Aranjuez – 62 292[1]
20. Arganda del Rey – 59 513[1]

## Předsedové vlád autonomního společenství
- Joaquín Leguina Herrán (PSOE) 8. června 1983 – 29. června 1995
- Alberto Ruiz-Gallardón Jiménez (PP) 29. června 1995 – 21. listopadu 2003
- Esperanza Aguirre (PP) 21. listopadu 2003–2015
- Cristina Cifuentes Cuencas (PP) 2015–2019
- Isabel Díaz Ayuso (PP) od 2019